# Новосельское (Красноперекопский район)
Новосе́льское (до 1948 года Но́вый Чува́ш; укр. Новосільське, крымскотат. Yañı Çuvaş, Янъы Чуваш) — исчезнувшее село в Красноперекопском районе Республики Крым, располагавшееся на севере района, на Литовском полуострове у берега Сиваша, примерно в 7 км к северо-востоку от современного села Филатовка..
Малая родина Героя Советского Союза (1942) М. К. Байды.

### Динамика численности населения
- 1889 год — 62 чел.[5]
- 1892 год — 32 чел.[6]
- 1900 год — 32 чел.[7]
- 1915 год — 88/26 чел.[8][9]
- 1926 год — 133 чел.[10]

## История
Впервые в доступных источниках селение встречается в «Памятной книге Таврической губернии 1889 года», по результатам Х ревизии 1887 года, согласно которой в деревне Чувашин Ишуньской волости Перекопского уезда числилось 14 дворов и 62 жителя.
После земской реформы 1890 года Чувашик отнесли к Воинской волости. Согласно «…Памятной книжке Таврической губернии на 1892 год», в деревне Чувашик, составлявшей Чувашикское сельское общество, было 32 жителя в 17 домохозяйствах. По «…Памятной книжке Таврической губернии на 1900 год» в Чувашике числилось те же 32 жителя в 17 дворах. По Статистическому справочнику Таврической губернии. Ч.II-я. Статистический очерк, выпуск пятый Перекопский уезд, 1915 год, в Воинской волости Перекопского уезда числились 3 хутора Чувашик с русским населением: : Овтина — 1 двор, 10 человек приписных жителей и 26 «посторонних», по 18 мужчин и женщин. При хуторе числилось 232 десятины удобной земли, в хозяйстве имелось 12 лошадей, 6 коров и 3 головы мелкого скота. Северный казённый участок — 4 двора, 39 человек приписных жителей (18 мужчин и 21 женщина), о владении землёй сведений нет, в хозяйстве имелось 22 лошади. Южный казённый участок — также 4 двора, 39 приписных (19 мужчин и 20 женщин), 15 лошадей, также без данных о владении землёй.
После установления в Крыму Советской власти, по постановлению Крымревкома от 8 января 1921 года № 206 «Об изменении административных границ» была упразднена волостная система, Перекопский уезд переименовали в Джанкойский, в котором был образован Ишуньский район, в состав которого включили село, а в 1922 году уезды получили название округов. 11 октября 1923 года, согласно постановлению ВЦИК, в административное деление Крымской АССР были внесены изменения, в результате которых округа были отменены, Ишуньский район упразднён и село вошло в состав Джанкойского района. Согласно Списку населённых пунктов Крымской АССР по Всесоюзной переписи 17 декабря 1926 года, в селе Чуваш Новый, Армяно-Базарского сельсовета Джанкойского района, числилось 30 дворов, все крестьянские, население составляло 133 человека, из них 129 украинцев и 4 русских, хотя на карте крыма 1922 года обозначено ещё как Чувашин. Постановлением ВЦИК от 30 октября 1930 года был восстановлен Ишуньский район и село, вместе с сельсоветом, включили в его состав. В 1936 году был организован колхоз имени Фрунзе, в который входили Карпова Балка и Филатовка. Постановлением Центрального исполнительного комитета Крымской АССР от 26 января 1938 года Ишуньский район был ликвидирован и создан Красноперекопский район с центром в поселке Армянск (по другим данным 22 февраля 1937 года). На километровой карте РККА 1941 года в селе Новый Чуваш обозначено 43 двора.
С 25 июня 1946 года селение в составе Крымской области РСФСР. Указом Президиума Верховного Совета РСФСР от 18 мая 1948 года, Новый Чуваш переименовали в Новосельское. 26 апреля 1954 года Крымская область была передана из состава РСФСР в состав УССР. Новосельское ликвидировано до 1960 года, поскольку в «Справочнике административно-территориального деления Крымской области на 15 июня 1960 года» селение уже не значилось (согласно справочнику «Крымская область. Административно-территориальное деление на 1 января 1968 года» — в период с 1954 по 1968 годы, как село Армянского поссовета).

## Известные уроженцы
Байда Мария Карповна (1922—2002) — советская разведчица, санинструктор, участница Великой Отечественной войны, Герой Советского Союза (1942), старший сержант РККА.